# Tönisvorst
Tönisvorst (pronunciación en alemán: /ˈtøːnɪsˌfɔʁst/ⓘ) es un municipio situado en el distrito de Viersen, en el estado federado de Renania del Norte-Westfalia (Alemania), con una población a finales de 2016 de unos 29 235 habitantes.
Se encuentra ubicado al oeste del estado, en la región de Düsseldorf, entre los ríos Rin y Mosa, cerca de la frontera con Países Bajos.

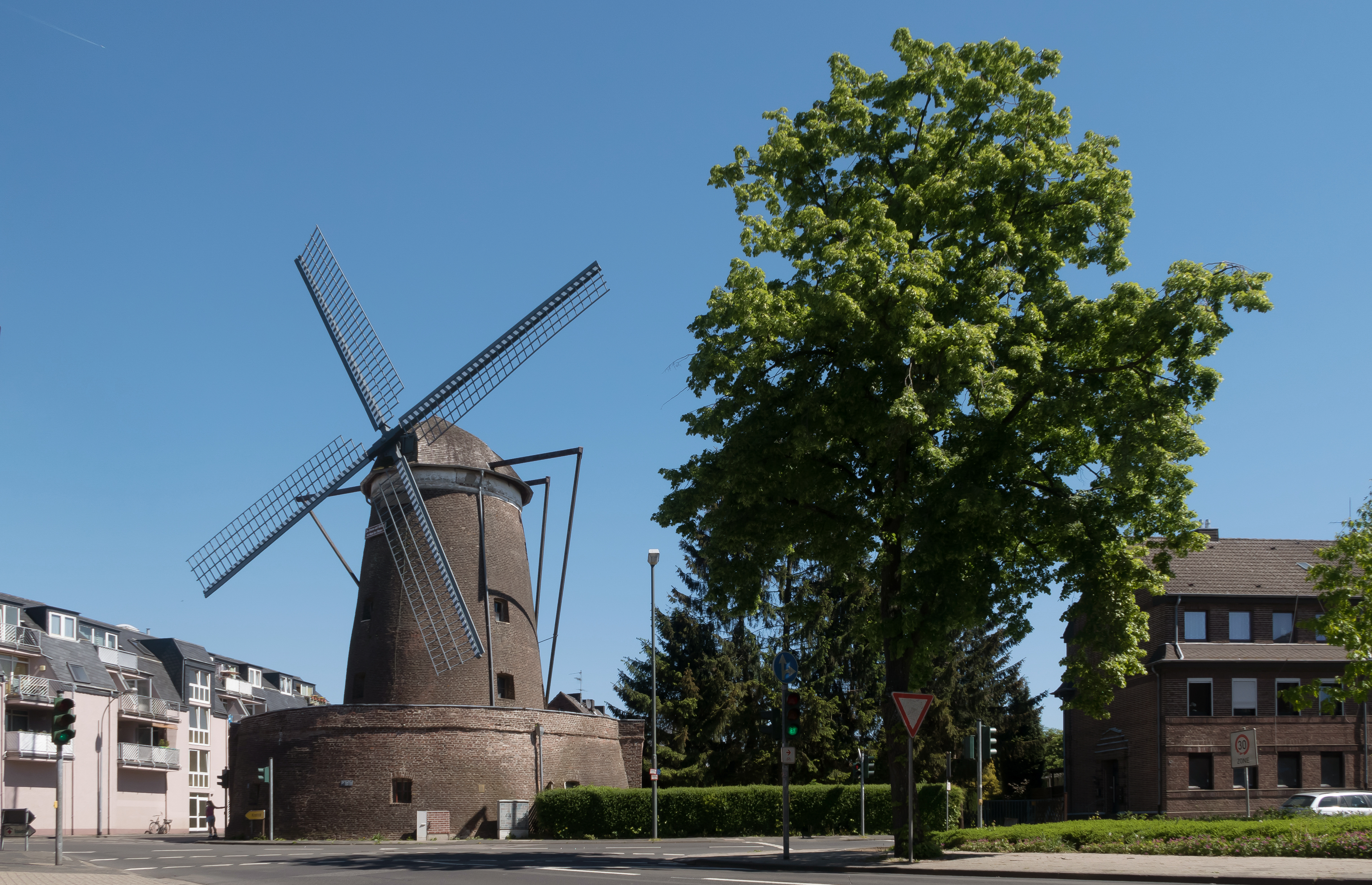
Sankt Tönis, el molino (Streufmühle) en la calle
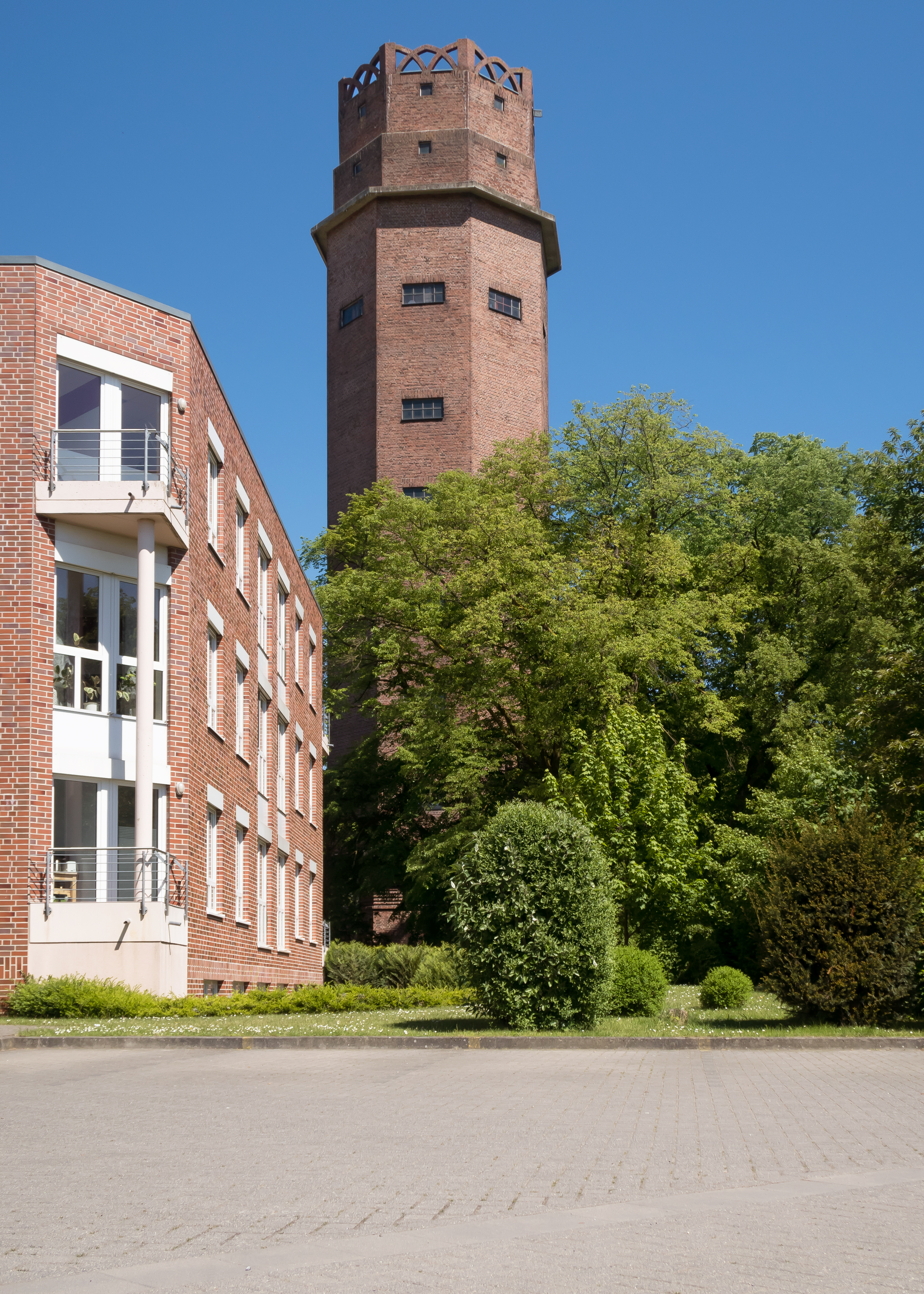
Sankt Tönis, el torre de agua
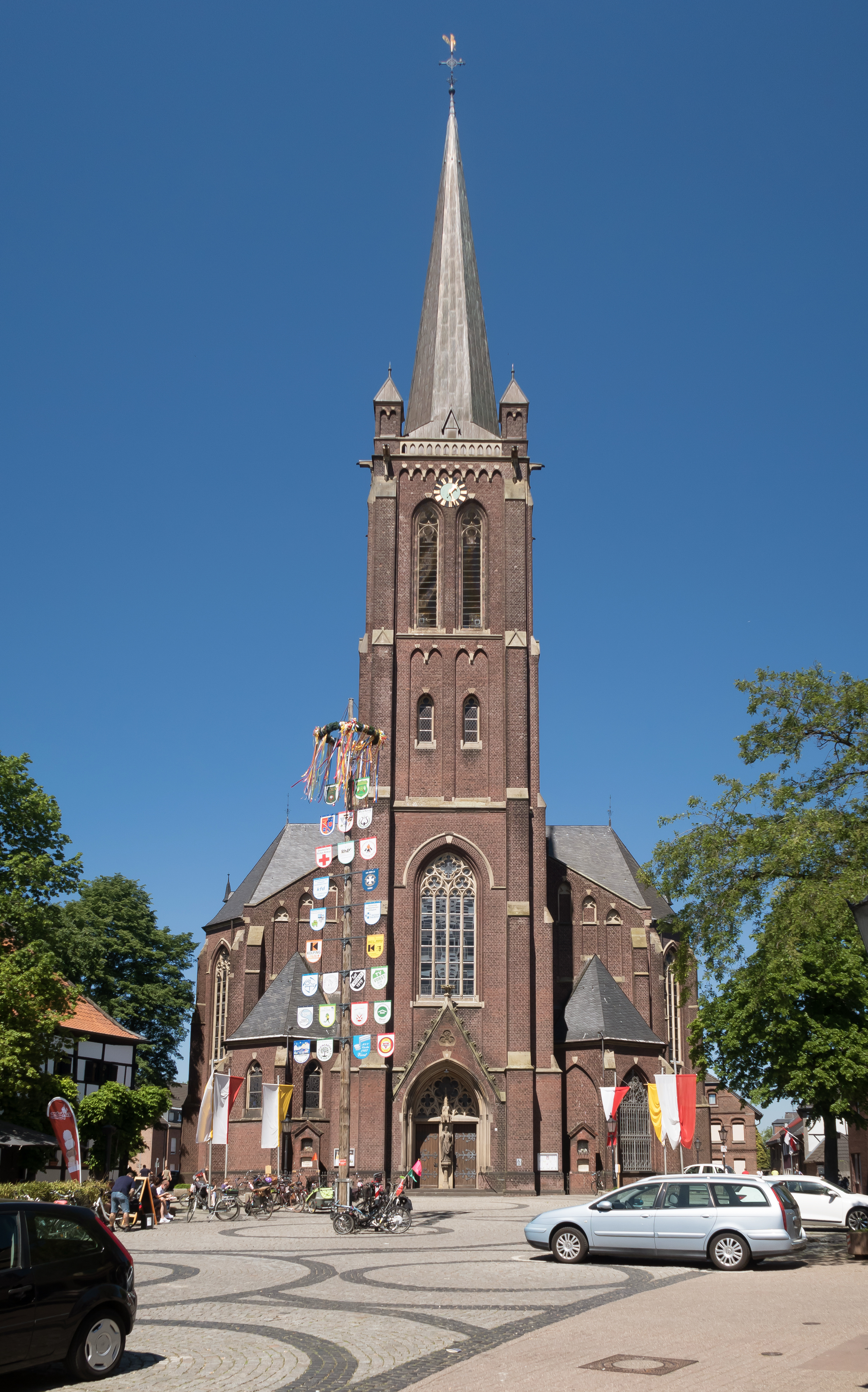
Vorst, la iglesia (Pfarrkirche Sankt Godehard)